# 986
سنة 986 م هي سنة بسيطة بدأت يوم الجمعة حسب التقويم اليولياني.

## أحداث
- العامريون يسيطرون على مدينة فاس.

## مواليد
- المقري التلمساني
- عبد الرحمن بن عمر الصوفي